# Annapurna Interactive
Annapurna Interactive (nome fantasia de Annapurna Games, LLC) é uma publicadora de jogos eletrônicos estadunidense. A empresa é uma divisão da Annapurna Pictures, e foi fundada em 2016. Alguns jogos notáveis publicados pela empresa incluem Sayonara Wild Hearts, What Remains of Edith Finch, Maquette, Kentucky Route Zero, Gorogoa, Donut County, Outer Wilds e Stray.

## História
A empresa foi fundada como uma divisão da Annapurna Pictures em 1 de dezembro de 2016, como uma tentativa da Annapurna de expandir à indústria de mídias interativas. Os primeiros funcionários da empresa eram executivos que já trabalhavam na Annapurna, o produtor Neale Hemrajani e líder de tecnologia James Masi, bem como vários veteranos da indústria, como Nathan Gary, Deborah Mars, Hector Sanchez e Jeff Legaspi, que haviam trabalhado na Sony Interactive Entertainment e na Warner Bros. Interactive Entertainment. Jenova Chen também foi conselheiro da empresa. A empresa queria publicar jogos que são "pessoais, emocionais e originais."
No dia da fundação, a empresa anunciou diversos acordos de produção que havia assinado com desenvolvedoras independentes. Jogos anunciados incluem Gorogoa, What Remains of Edith Finch, um projeto ainda sem título (mais tarde revelado como Wattam) de Keita Takahashi, e um jogo não anunciado (mais tarde revelado como Florence) de Ken Wong, criador de Monument Valley. Em 2017, a Annapurna anunciou que publicaria mais jogos independentes, incluindo The Artful Escape, Ashen e Telling Lies.
Em 7 de maio de 2020, foi anunciado que Nathan Vella, ex-presidente da Capybara Games, havia se juntado à empresa em uma função executiva. A empresa criou um estúdio interno de desenvolvimento, localizado em Los Angeles, em outubro de 2020.
Em março de 2022, o canal de jornalismo investigativo de jogos no Youtube, People Make Games, divulgou reportagens sobre três estúdios de desenvolvimento publicando sob a Annapurna Interactive: Mountains, Fullbright e Funomena. Em todos os três casos, os funcionários relataram ter entrado em contato com a Annapurna Interactive para expor preocupações com abuso e um ambiente de trabalho tóxico criado pelos fundadores dos estúdios. Na esperança de que a Annapurna Interactive mediasse a situação, os funcionários afirmaram que a publicadora estava apoiando principalmente os fundadores em questão. De acordo com um ex-funcionário do estúdio, representantes da Annapurna Interactive responderam, segundo citações, que "sem personalidades fortes, jogos não são feitos". Chris Bratt, do People Make Games, enxerga esses incidentes como parte de um padrão maior da cultura auteur que pode ser encontrada na indústria independente de filmes e de jogos eletrônicos.
Duas coleções limitadas de oito jogos: Donut County, Kentucky Route Zero, Outer Wilds, Sayonara Wild Hearts, Wattam, What Remains of Edith Finch, Telling Lies e Gorogoa, celebrando os primeiros cinco anos da publicadora, foram lançadas para o PlayStation 4 pela Annapurna e pela iam8bit no final de 2020.
Em junho de 2022, a Annapurna anunciou a criação de um estúdio interno de desenvolvimento de jogos liderado por Chelsea Hash. Seu primeiro título, Blade Runner 2033: Labyrinth, foi anunciado em 2023.
Uma caixa de colecionador contendo doze jogos: Donut County, Gorogoa, Hindsight, I Am Dead, If Found..., Kentucky Route Zero, Neon White, Sayonara Wild Hearts, Solar Ash, The Artful Escape, The Pathless e What Remains of Edith Finch foi lançada pela Annapurna e pela iam8bit para o Nintendo Switch no final de 2023.
Em novembro de 2023, a Annapurna Interactive realizou sua primeira aquisição ao comprar o estúdio sul-africano 24 Bit Games. O estúdio era conhecido por dar suporte a outros jogos independentes de sucesso, como Gone Home, Neon White e Cocoon.

## Jogos
| Ano  | Título                       | Desenvolvedora(s)                              | Plataforma(s)                                                                     | Ref.          |
| ---- | ---------------------------- | ---------------------------------------------- | --------------------------------------------------------------------------------- | ------------- |
| 2017 | What Remains of Edith Finch  | Giant Sparrow                                  | Windows, Switch, PlayStation 4, Xbox One                                          | [ 18 ]        |
| 2017 | Flower                       | Thatgamecompany                                | Windows, iOS                                                                      | [ 19 ]        |
| 2017 | Gorogoa                      | Buried Signal                                  | Windows, macOS, Switch, PlayStation 4, Xbox One, iOS, Android                     | [ 20 ]        |
| 2018 | Florence                     | Mountains                                      | Windows, macOS, Switch, iOS, Android                                              | [ 21 ]        |
| 2018 | Donut County                 | Ben Esposito                                   | Windows, macOS, Switch, PlayStation 4, Xbox One, iOS, Android                     | [ 22 ]        |
| 2018 | Gone Home                    | Fullbright                                     | Switch, iOS                                                                       | [ 23 ]        |
| 2018 | Ashen                        | A44                                            | Windows, Switch, PlayStation 4, Xbox One                                          | [ 24 ]        |
| 2019 | Outer Wilds                  | Mobius Digital                                 | Windows, Switch, PlayStation 4, Xbox One                                          | [ 25 ]        |
| 2019 | Journey                      | Thatgamecompany                                | Windows, iOS                                                                      | [ 26 ]        |
| 2019 | Telling Lies                 | Sam Barlow, Furious Bee                        | Windows, macOS, Switch, PlayStation 4, Xbox One, iOS                              | [ 27 ]        |
| 2019 | Sayonara Wild Hearts         | Simogo                                         | Windows, macOS, Switch, PlayStation 4, Xbox One, iOS, tvOS                        | [ 28 ]        |
| 2019 | Wattam                       | Funomena                                       | Windows, PlayStation 4                                                            | [ 29 ]        |
| 2020 | Kentucky Route Zero          | Cardboard Computer                             | Windows, Linux, macOS, Switch, PlayStation 4, Xbox One                            | [ 30 ]        |
| 2020 | If Found...                  | Dreamfeel                                      | Windows, macOS, Switch, iOS                                                       | [ 31 ]        |
| 2020 | I Am Dead                    | Hollow Ponds                                   | Windows, Switch                                                                   | [ 32 ]        |
| 2020 | The Unfinished Swan          | Giant Sparrow                                  | Windows, iOS                                                                      | [ 33 ]        |
| 2020 | Due Process                  | Giant Enemy Crab                               | Windows                                                                           | [ 34 ]        |
| 2020 | The Pathless                 | Giant Squid                                    | Windows, macOS, PlayStation 4, PlayStation 5, iOS, tvOS                           | [ 35 ]        |
| 2021 | Maquette                     | Graceful Decay                                 | Windows, PlayStation 4, PlayStation 5                                             | [ 36 ]        |
| 2021 | Last Stop                    | Variable State                                 | Windows, Switch, PlayStation 4, PlayStation 5, Xbox One, Xbox Series X/S          | [ 37 ]        |
| 2021 | Twelve Minutes               | Luis Antonio                                   | Windows, Xbox One, Xbox Series X/S                                                | [ 38 ]        |
| 2021 | The Artful Escape            | Beethoven & Dinosaur                           | Windows, macOS, Xbox One, Xbox Series X/S, iOS, tvOS                              | [ 37 ]        |
| 2021 | Solar Ash                    | Heart Machine                                  | Windows, PlayStation 4, PlayStation 5                                             | [ 39 ]        |
| 2022 | A Memoir Blue                | Cloisters Interactive                          | Windows, PlayStation 4, PlayStation 5, Switch, Xbox One, Xbox Series X/S          | [ 40 ]        |
| 2022 | Neon White                   | Ben Esposito                                   | Windows, Switch                                                                   | [ 41 ]        |
| 2022 | Stray                        | BlueTwelve                                     | Windows, PlayStation 4, PlayStation 5                                             | [ 42 ]        |
| 2022 | Hohokum                      | Honeyslug, Richard Hogg                        | Windows                                                                           | [ 43 ]        |
| 2022 | Hindsight                    | Joel McDonald                                  | Windows, Switch, iOS                                                              | [ 44 ]        |
| 2023 | Storyteller                  | Daniel Benmergui                               | Windows, Nintendo Switch, iOS, Android                                            | [ 45 ]        |
| 2023 | Mundaun                      | Hidden Fields                                  | Windows, Nintendo Switch, PlayStation 4, PlayStation 5, Xbox One, Xbox Series X/S | [ 46 ]        |
| 2023 | Cocoon                       | Geometric Interactive                          | Windows, Xbox One, Xbox Series X/S, Nintendo Switch, PlayStation 4, PlayStation 5 | [ 47 ]        |
| 2023 | Thirsty Suitors              | Outerloop Games                                | Windows, Nintendo Switch, PlayStation 4, PlayStation 5, Xbox One, Xbox Series X/S | [ 48 ]        |
| 2024 | Open Roads                   | Fullbright                                     | Windows, PlayStation 4, PlayStation 5, Xbox One, Xbox Series X/S                  | [ 49 ]        |
| 2024 | Bounty Star                  | Dinogod                                        | Windows, Xbox One, Xbox Series X/S, PlayStation 4, PlayStation 5                  | [ 50 ]        |
| 2024 | Ghost Bike                   | Messhof                                        | Windows, Xbox One, Xbox Series X/S, PlayStation 4, PlayStation 5                  | [ 51 ]        |
| 2024 | Flock                        | Hollow Ponds, Richard Hogg                     | Windows, Xbox One, Xbox Series X/S, PlayStation 4, PlayStation 5                  | [ 52 ] [ 53 ] |
| 2025 | to a T                       | uvula                                          | Microsoft Windows, Xbox Series X/S, PlayStation 5                                 | [ 54 ]        |
| ASA  | Blade Runner 2033: Labyrinth | Annapurna Interactives Alcon Interactive Group | Windows                                                                           | [ 55 ]        |
| ASA  | Forever Ago                  | Third Shift                                    | Windows                                                                           | [ 56 ]        |
| ASA  | Lorelei and the Laser Eyes   | Simogo                                         | Windows, Nintendo Switch                                                          | [ 57 ]        |
| ASA  | The Lost Wild                | Great Ape Games                                | Windows                                                                           | [ 58 ]        |
| ASA  | Lushfoil Photography Sim     | Matt Newell                                    | Windows                                                                           | [ 59 ]        |
| ASA  | Skin Deep                    | Blendo Games                                   | Windows                                                                           | [ 60 ]        |
| ASA  | Silent Hill: Townfall        | No Code                                        | Windows                                                                           | [ 61 ]        |
| ASA  | We Kill Monsters             | Glass Revolver                                 | Windows                                                                           | [ 62 ]        |